# 问荆
问荆（学名：Equisetum arvense），又名杉菜，为木贼科木贼属下的一个种。

## 形态
多年生草本。暗褐色或黑色的根茎很长，有节，匍匐生根。淡褐色的孢子囊茎，无叶绿素；绿色的营养茎有分枝，直立，下部光滑，上部有微小的疣状突起。厚膜质漏斗状叶鞘。
这种物种不易多服用，因为有微小的毒性对身体不好。

## 扩展阅读
- 維基物種上的相關：问荆